# Казахская советская энциклопедия
Казахская советская энциклопедия (каз. Қазақ совет энциклопедиясы) — первая и крупнейшая универсальная энциклопедия на казахском языке. Выпущена в 1972—1978 годах в 12 томах. Имеется также справочный том.

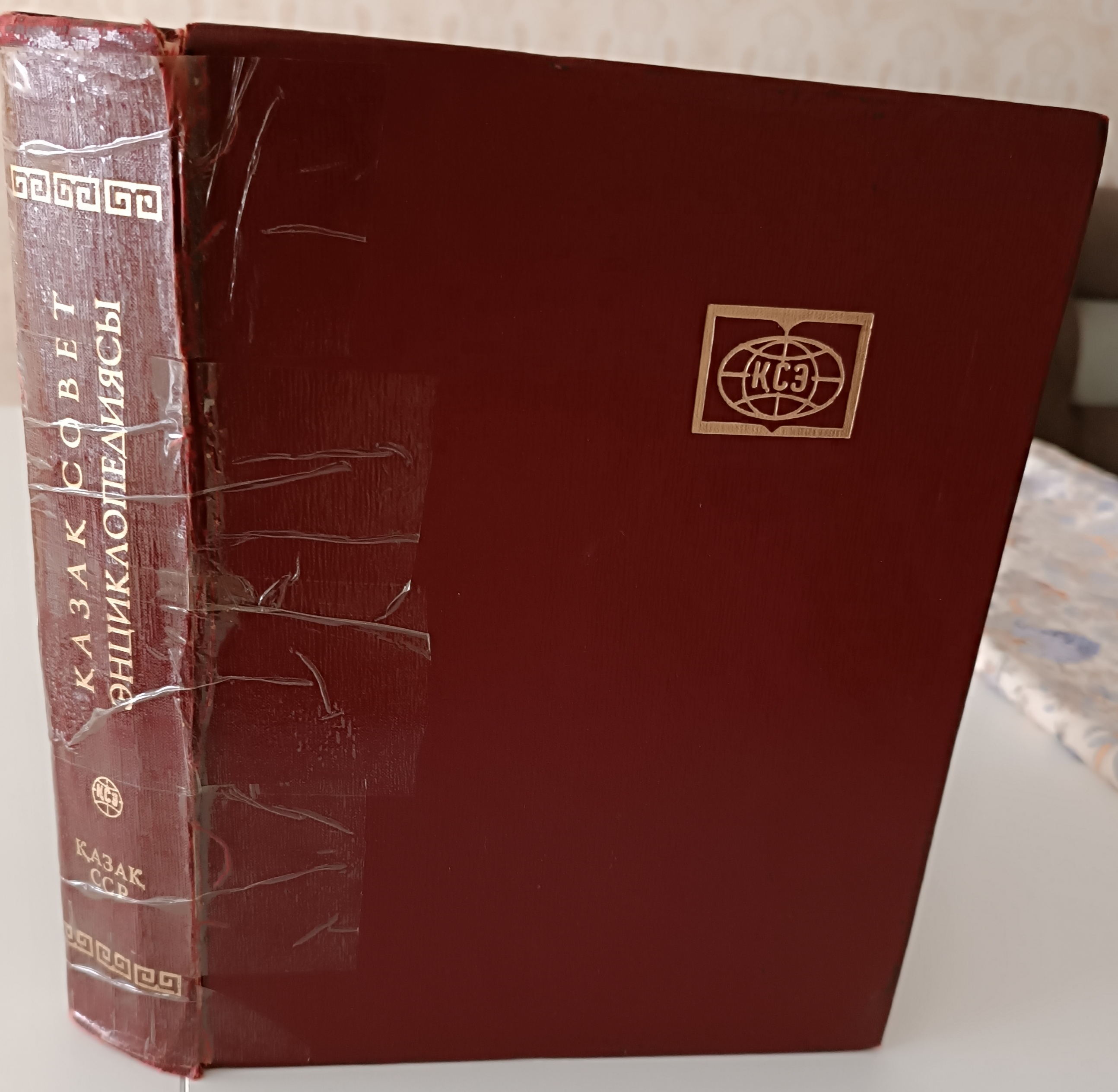
Дополнительный том–справочник (энциклопедический). Алматы, Главная Редакция Қазақской Советской Энциклопедии, 1980, 752 стр. + 137 стр. фотографии и рисунок.

Дополнительный, 13-й том (1980, на казахском; 1981, на русском) был всецело посвящён КССР, включал сведения об истории казахов с древнейших времён, строительству социализма, казахской культуре, литературе и т. д.
Издана Главной редакцией Казахской советской энциклопедии при Академии наук Казахской ССР. Главный редактор — Мухамеджан Каратаев.
Стала основой для издания с 1985 года краткой четырёхтомной энциклопедии «Казахская ССР» на казахском и русском языках. На его основе создается Қазақстан Ұлттық Энциклопедиясы (Казахстан. Национальная энциклопедия).
В работе над энциклопедией приняли участие казахские академики У. М. Ахмедсафин, О. А. Байконуров, С. Б. Баишев, Т. Б. Дарканбаев, А. Х. Маргулан, а также деятели науки и культуры из Москвы, Ленинграда, Киева.
Всего Казахская советская энциклопедия содержит 48 931 статью, имеет цветные карты, диаграммы-таблицы, схемы, портреты и фотографии.

## Лицензирование
24 июня 2011 года издательство «Қазақ энциклопедиясы», которому принадлежат права на энциклопедию, разрешило её свободное распространение под лицензией CC-BY-SA.